# Richard Bowness
Pour les articles homonymes, voir Bowness.
Richard Gary Bowness, dit  Rick Bowness (né le 25 janvier 1955 à Moncton, au Nouveau-Brunswick au Canada) est un joueur professionnel et entraîneur-chef canadien de hockey sur glace.

## Biographie
Bowness débute en junior dans la Ligue de hockey junior majeur du Québec avec les Remparts de Québec puis le Bleu-Blanc-Rouge de Montréal entre 1972 et 1975. Il fait ses débuts professionnels lors de la saison 1975-1976 où il joue notamment cinq matchs pour les Flames d'Atlanta dans la Ligue nationale de hockey (LNH). Professionnel durant neuf saisons, il partage son temps de jeu entre la LNH et les ligues mineures que sont la Ligue américaine de hockey (LAH) et la Ligue centrale de hockey (LCH) ; il prend sa retraite de joueur en 1984.
En 1982, il occupe le double poste d'entraîneur-joueur pour les Jets de Sherbrooke et embrasse cette nouvelle carrière dès sa retraite de joueur deux ans plus tard en devenant assistant de trois entraîneurs successifs des Jets de Winnipeg : Barry Long, John Ferguson puis Dan Maloney entre 1984 et 1987. Il devient ensuite entraîneur-chef des Hawks de Moncton dans la LAH, poste qu'il occupe jusqu'au milieu de la saison 1988-1989 où il est appelé par les Jets de Winnipeg pour remplacer Maloney. L'année suivante, il est nommé entraîneur-chef des Mariners du Maine, club-école des Bruins de Boston qu'il entraîne ensuite en 1991-1992. Lors de la saison 1992-1993, il rejoint les Sénateurs d'Ottawa, nouvelle franchise de la LNH, dont il devient le premier entraîneur. Il est remercié en 1995 et remplacé par David Allison sans jamais avoir réussi à qualifier son équipe pour les séries, son bilan se soldant par 39 victoires en 225 matchs à la tête de l'équipe. De 1996 à 1998, il entraîne les Islanders de New York puis devient membre des Coyotes de Phoenix où il retrouve un poste d'assistant, n'occupant le poste d'entraîneur-chef que brièvement en 2003-2004. En 2006, il est nommé entraîneur-assistant des Canucks de Vancouver puis entraîneur associé en 2008.
Marié à Judy, il a trois enfants prénommés Ricky, Ryan et Kristen.
Le 6 mai 2024, Bowness annonce sa retraite comme entraîneur.

## Statistiques

### Joueur
| Saison     | Équipe                          | Ligue      |     | Saison régulière | Saison régulière | Saison régulière | Saison régulière | Saison régulière |   | Séries éliminatoires | Séries éliminatoires | Séries éliminatoires | Séries éliminatoires | Séries éliminatoires |
| Saison     | Équipe                          | Ligue      | PJ  | B                | A                | Pts              | Pun              | PJ               | B | A                    | Pts                  | Pun                  |                      |                      |
| 1972-1973  | Remparts de Québec              | LHJMQ      | 30  | 2                | 7                | 9                | 2                | -                | - | -                    | -                    | -                    |                      |                      |
| 1973-1974  | Huskies de St. Mary             | AUAA       | 1   | 0                | 0                | 0                | 0                | -                | - | -                    | -                    | -                    |                      |                      |
| 1973-1974  | Remparts de Québec              | LHJMQ      | 34  | 16               | 29               | 45               | 64               | -                | - | -                    | -                    | -                    |                      |                      |
| 1973-1974  | Bleu-Blanc-Rouge de Montréal    | LHJMQ      | 33  | 9                | 17               | 26               | 31               | 9                | 4 | 4                    | 8                    | 4                    |                      |                      |
| 1974-1975  | Bleu-Blanc-Rouge de Montréal    | LHJMQ      | 71  | 24               | 76               | 100              | 130              | 8                | 5 | 3                    | 8                    | 29                   |                      |                      |
| 1975-1976  | Flames d'Atlanta                | LNH        | 5   | 0                | 0                | 0                | 0                | -                | - | -                    | -                    | -                    |                      |                      |
| 1975-1976  | Voyageurs de la Nouvelle-Écosse | LAH        | 2   | 0                | 1                | 1                | 0                | -                | - | -                    | -                    | -                    |                      |                      |
| 1975-1976  | Oilers de Tulsa                 | LCH        | 64  | 25               | 38               | 63               | 160              | 9                | 4 | 3                    | 7                    | 12                   |                      |                      |
| 1976-1977  | Flames d'Atlanta                | LNH        | 28  | 0                | 4                | 4                | 29               | -                | - | -                    | -                    | -                    |                      |                      |
| 1976-1977  | Oilers de Tulsa                 | LCH        | 39  | 15               | 15               | 30               | 72               | 8                | 0 | 1                    | 1                    | 20                   |                      |                      |
| 1977-1978  | Red Wings de Détroit            | LNH        | 61  | 8                | 11               | 19               | 76               | 4                | 0 | 0                    | 0                    | 2                    |                      |                      |
| 1978-1979  | Blues de Saint-Louis            | LNH        | 24  | 1                | 3                | 4                | 30               | -                | - | -                    | -                    | -                    |                      |                      |
| 1978-1979  | Golden Eagles de Salt Lake      | LCH        | 48  | 25               | 28               | 53               | 92               | 10               | 5 | 4                    | 9                    | 27                   |                      |                      |
| 1979-1980  | Blues de Saint-Louis            | LNH        | 10  | 1                | 2                | 3                | 11               |                  |   |                      |                      |                      |                      |                      |
| 1979-1980  | Golden Eagles de Salt Lake      | LCH        | 71  | 25               | 46               | 71               | 135              | 13               | 5 | 9                    | 14                   | 39                   |                      |                      |
| 1980-1981  | Jets de Winnipeg                | LNH        | 45  | 8                | 17               | 25               | 45               | -                | - | -                    | -                    | -                    |                      |                      |
| 1980-1981  | Oilers de Tulsa                 | LCH        | 35  | 12               | 20               | 32               | 82               | -                | - | -                    | -                    | -                    |                      |                      |
| 1981-1982  | Oilers de Tulsa                 | LCH        | 79  | 34               | 53               | 87               | 201              | 3                | 0 | 2                    | 2                    | 2                    |                      |                      |
| 1981-1982  | Jets de Winnipeg                | LNH        | -   | -                | -                | -                | -                | 1                | 0 | 0                    | 0                    | 0                    |                      |                      |
| 1982-1983  | Jets de Sherbrooke              | LAH        | 65  | 17               | 31               | 48               | 117              | -                | - | -                    | -                    | -                    |                      |                      |
| 1983-1984  | Jets de Sherbrooke              | LAH        | 21  | 9                | 11               | 20               | 44               | -                | - | -                    | -                    | -                    |                      |                      |
| Totaux LNH | Totaux LNH                      | Totaux LNH | 173 | 18               | 37               | 55               | 191              | 5                | 0 | 0                    | 0                    | 2                    |                      |                      |

### Entraîneur
| Saison     | Équipe                | Ligue      |     | PJ  | V   | D  | N  | Pr     | % V                                  |  | Séries éliminatoires |
| 1982-1983  | Jets de Sherbrooke    | LAH        | 80  | 22  | 54  | 4  | 0  | 30,0 % | Non qualifiés                        |  |                      |
| 1987-1988  | Hawks de Moncton      | LAH        | 80  | 27  | 43  | 8  | 2  | 40,0 % | Non qualifiés                        |  |                      |
| 1988-1989  | Hawks de Moncton      | LAH        | 53  | 28  | 20  | 5  | 0  | 57,5 % | Promu dans la LNH en cours de saison |  |                      |
| 1988-1989  | Jets de Winnipeg      | LNH        | 28  | 8   | 17  | 3  | 0  | 33,9 % | Non quaifiés                         |  |                      |
| 1989-1990  | Mariners du Maine     | LAH        | 80  | 31  | 38  | 11 | 0  | 45,6 % | Non qualifiés                        |  |                      |
| 1990-1991  | Mariners du Maine     | LAH        | 80  | 34  | 34  | 12 | 0  | 50,0 % | Éliminés en 1re ronde                |  |                      |
| 1991-1992  | Bruins de Boston      | LNH        | 80  | 36  | 32  | 12 | 0  | 52,5 % | Éliminés en 3e ronde                 |  |                      |
| 1992-1993  | Sénateurs d'Ottawa    | LNH        | 84  | 10  | 70  | 4  | 0  | 14,3 % | Non qualifiés                        |  |                      |
| 1993-1994  | Sénateurs d'Ottawa    | LNH        | 84  | 14  | 61  | 9  | 0  | 22,0 % | Non qualifiés                        |  |                      |
| 1994-1995  | Sénateurs d'Ottawa    | LNH        | 48  | 9   | 34  | 5  | 0  | 24,0 % | Non qualifiés                        |  |                      |
| 1995-1996  | Sénateurs d'Ottawa    | LNH        | 19  | 6   | 13  | 0  | 0  | 31,6 % | Congédié en cours de saison          |  |                      |
| 1996-1997  | Islanders de New York | LNH        | 37  | 16  | 18  | 3  | 0  | 47,3 % | Non qualifiés                        |  |                      |
| 1997-1998  | Islanders de New York | LNH        | 63  | 22  | 32  | 9  | 0  | 42,1 % | Congédié en cours de saison          |  |                      |
| 2003-2004  | Coyotes de Phoenix    | LNH        | 20  | 2   | 12  | 3  | 3  | 25,0 % | Non qualifiés                        |  |                      |
| 2019-2020  | Stars de Dallas       | LNH        | 38  | 20  | 13  | 0  | 5  | 59,2 % | Éliminés en finale                   |  |                      |
| 2020-2021  | Stars de Dallas       | LNH        | 56  | 23  | 19  | 0  | 14 | 53,6 % | Non qualifiés                        |  |                      |
| 2021-2022  | Stars de Dallas       | LNH        | 82  | 46  | 30  | 0  | 6  | 59,8 % | Éliminés en 1re ronde                |  |                      |
| 2022-2023  | Jets de Winnipeg      | LNH        | 82  | 46  | 33  | 0  | 3  | 57,9 % | Éliminés en 1re ronde                |  |                      |
| 2023-2024  | Jets de Winnipeg      | LNH        | 82  | 52  | 24  | 0  | 6  | 67,1 % | Éliminés en 1re ronde                |  |                      |
| Totaux LNH | Totaux LNH            | Totaux LNH | 803 | 310 | 408 | 48 | 37 | 43,9 % | 5 participations aux séries          |  |                      |

## Trophées et honneurs personnels

### Ligue nationale de hockey
- 2023-2024 : entraîneur-chef au 68e Match des étoiles